# 鄭智友
鄭智友（韓語：정지우），韓國編劇，主要作品有《家門的榮光》、《摘星星給我》、《Gloria》、《遇上完美鄰居的方法》、《醜八怪警報》等。

## 作品列表

### 電視劇
- 1994年：SBS《你的窗口》
- 1997年：SBS《單曲》
- 1998年：SBS《冬去春來》
- 2001年：SBS《沒有告別的早晨》
- 2004年：SBS《選擇》
- 2005年：SBS《堅強的野花》
- 2006年：SBS《愛上醜八怪》
- 2007年：SBS《遇上完美鄰居的方法》
- 2008年：SBS《家門的榮光》
- 2010年：SBS《摘星星給我》
- 2010年：MBC《Gloria》
- 2011年：SBS《聖誕禮物》
- 2013年：SBS《醜八怪警報》
- 2017年：SBS《Bravo My Life》

## 外部連結
- 鄭智友 （页面存档备份，存于） - MEGA MONSTER 
- naver網站 （页面存档备份，存于）